# Estêvão II da Baviera
Estêvão II da Baviera (em alemão: Stephan II mit der Hafte, Herzog von Bayern; 1319 — Landshut, 13 de maio de 1375) foi duque da Baviera depois de 1347. Era o segundo filho do imperador Luís IV (r. 1314–1347) por sua primeira esposa Beatriz da Silésia (r. 1314–1322) e um membro da dinastia de Wittelsbach.